# CSMA/CA
CSMA/CA - Carrier sense multiple access with collision avoidance (Acesso múltiplo com verificação de portadora com anulação/prevenção de colisão) é um método de transmissão que possui um grau de ordenação maior que o seu antecessor (CSMA/CD) e possui também mais parâmetros restritivos, o que contribui para a redução da ocorrência de colisões numa rede.
As máquinas interligadas através de uma rede identificam uma colisão quando o nível de sinal aumenta no meio. Antes de transmitir efetivamente um pacote, a estação avisa sobre a transmissão e em quanto tempo a mesma irá realizar a tarefa. Dessa forma, as estações não tentarão transmitir, porque entendem que o canal está sendo usado por outra máquina, porém, o tempo que as máquinas esperam para que possam enviar os seus pacotes não é indeterminado ou aleatório, as mesmas irão detectar quando o meio estiver livre.
É uma forma eficaz de administrar e ordenar o tráfego de pacotes em rede de computadores tendo um impacto relevante no sentido de diminuir as colisões, entretanto é conveniente ressaltar que apenas transmitir a intenção de trafegar pacotes aumenta o fluxo, impactando, desta forma, no desempenho da rede.
Os dispositivos de uma rede (WLAN) devem sentir o meio para verificar alimentação (estímulo de RF acima de um certo limite) e esperar até que o meio esteja livre antes de transmitir.
Utiliza um recurso chamado "solicitar para enviar" / "livre para enviar" (RTS/CTS)

Redes wireless (802.11)
```
Padrões:

*
 802.11a - 5,8GHz;       54Mbps

*
 802.11b - 2,4GHz;       11Mbps

*
 802.11g - 2,4GHz;       102Mbps

*
 802.11n - 2,4 e 5,8GHz; 300Mbps
```

- 802.11ac   -  Faixa dos 5GHz; 1.7Gbps

(WiMAX): 802.16

(Bluetooth): 802.15 (2.4GHz)

(Ethernet): 802.3
```
Consiste em um padrão que define: meio físico, conjunto de regras de controle de acesso ao meio, padronização do quadro de bits.
* Ethernet -           10 Mbps       CAT5
* Fast Ethernet -      100 Mbps      CAT5,5E
* Gigabit Ethernet -   1 Gbps        CAT5E, CAT6
* 10Gigabit Ethernet - 10 Gbps       CAT6, CAT7
```

```
* A partir do Fast Ethernet, suporta modo FullDuplex
* Restringe o tamanho máximo e mínimo do quadro para funcionamento do CSMA/CD
 ---tamanho máximo do quadro: 1518 bytes

 ---tamanho mínimo do quadro: 64 bytes

 ---tamanho máximo do payload: 1500 bytes

 ---tamanho mínimo do payload: 46 bytes
```